# Ganac
Ganac är en kommun i departementet Ariège i regionen Occitanien i södra Frankrike. Kommunen ligger  i kantonen Foix-Rural som ligger i arrondissementet Foix. År 2022 hade Ganac 746 invånare.

## Befolkningsutveckling
Antalet invånare i kommunen Ganac
Referens: INSEE